# 岡野電線
岡野電線株式会社（おかのでんせん、英: OKANO CABLE Co.,Ltd.）は、古河グループの通信ケーブルを製造・販売する企業である。

## 主力製品
- 光ファイバケーブル
  - ゴリラ®ケーブル(耐側圧に優れ、丈夫)
  - ロボ･バウアー®(繰り返し曲げに耐えられる)
- LANケーブル
  - 極細径LANケーブル(非常に細い)
  - 可動用LANケーブル(繰り返し曲げに耐えられる)
- ロボットケーブル
  - 極細径ロボットケーブル(非常に細い)

## 主要事業所
- 本社 - 神奈川県大和市深見西1丁目5-28
- 関西営業所 - 大阪府大阪市北区梅田2丁目2-22
- 九州営業所 - 熊本県上益城郡甲佐町大字早川2001

## 沿革
- 1928年 - 創立。
- 1951年 - 設立。
- 2002年 - 九州岡野電線(株)が西浦電線(株)と合併し、アクセスケーブル(株)設立

## 主要関係会社
国内グループ企業
- 九州ネットワークケーブル株式会社
- 株式会社茨城岡野機電
- 株式会社岡野エレクトロニクス